# اورشانابی
اورشانابی که با نام سورسونابو نیز شناخته می‌شود، شخصیتی در اساطیر بین‌النهرین بود. نام او غیرمعمول و ترجمه آن دشوار است و شامل یک پیشوند رایج در نام‌های سومری و یک عدد به خط میخی است که می‌توان آن را هم ۲/۳ و هم ۴۰ خواند. به احتمال زیاد، این یک ساختهٔ دانشورانهٔ مصنوعی بوده است. او از نسخه‌های بابلی باستان و بابلی معیار حماسه گیلگمش و همچنین از اقتباس هیتی آن شناخته شده است. او در جایگاه قایقرانی در خدمت قهرمان طوفان اوتنپیشتی توصیف می‌شود و مسئول بردن گیلگمش به قلمرو اوتنپیشتی است. در نسخه معیار بابلی، او همچنین در نهایت همراه با گیلگمش به اوروک برمی‌گردد. علاوه بر این، پیشنهاد شده که او ممکن است به عنوان یک بازمانده از طوفان بزرگ در نظر گرفته شود و او به عنوان یک قایقران مردگان مانند حموت-تابل یا خارون یونانی عمل کرده است.

## نام
نام اورشانابی معمولاً به صورت mur-šanabi به خط میخی نوشته می‌شد، šanabi قرائت عددی است که ۴۰ را نشان می‌دهد و به دلیل آنکه ریاضیات بین‌النهرینی بر یک سیستم دستگاه اعداد پایه ۶۰ تکیه دارد نماد ۲/۳ (𒐏) نیز هست. در بیشتر موارد، قبل از آن یک تعیین‌کنندهٔ نام‌های شخصی قرار دارد؛ یک گواهی واحد از دینگیر، «معرف الهی» که در تئونیم‌ها به کار می‌رود، وجود دارد، که فرض بر این است که ناشی از اشتباه کاتب است. اولین عنصر، ur-، در نام‌های شخصیِ سومری رایج است و می‌تواند به معنای «خدمتکار» ترجمه شود. با پیروی از الگوی ایجاد شده توسط سایر نام‌ها با ساختاری مشابه، دومی باید یا یک تئونیم یا نام یک شی یا مکان باشد که به عنوان نومن در نظر گرفته می‌شود. این واقعیت که به جای آن یک عدد قرار دارد، غیر معمول است و به احتمال زیاد نشان می‌دهد که نام به طور ساختگی ابداع شده است. گری بکمن اشاره می‌کند که این موضوع ممکن است نتیجهٔ علاقهٔ مجدد به زبان سومری در نیمهٔ دوم هزارهٔ دوم پیش از دوران مشترک باشد. سباستین فینک اشاره می‌کند که نام اورشانابی ممکن است عمداً مرموز و غیرمعمول بوده باشد تا به خوانندگان باستانی چندین امکان برای تفسیر آن بدهد.
فهرستی دوزبانه از نام‌های شخصی، اورشانابی را در اکدی به‌عنوان Amēl-Ea، «مرد ائا»، با تکیه بر استفاده از عدد ۴۰ برای نمایش این خدا توضیح می‌دهد، اما به گفتهٔ اندرو آر. جرج اورشانابی را در این بافتار باید ترجمهٔ ساختگی نامی در اصل اکدی  به سومری در نظر گرفت. قرارداد استفاده از اعداد برای نشان دادن نام خداییان، به بهترین وجه از دوره آشوری میانه گواهی می‌شود، اگرچه نمونه‌های قدیمی‌تری نیز ذکر شده است. سباستین فینک در مقابل پیشنهاد کرده است که با توجه به اینکه عددی که در نام او وجود دارد، نماد ۲/۳ نیز هست، نام اورشانابی ممکن است اشاره‌ای به وضعیت گیلگمش در جایگاه یک سوم انسان و دو-سوم خدا باشد. بر این اساس، او ترجمه تحت اللفظی «خدمتکار دو-سوم» را پیشنهاد می‌کند که در قیاس با نام سایر شخصیت‌های جانبی حماسه گیلگمش که اشاره‌ای نیز به نقش‌های آن‌ها نیز دارد، کنایه از جایگاه او به عنوان یاور گیلگمش در داستان است. جرج متعاقباً این پیشنهاد را به عنوان یک توضیح قابل قبول دیگر پذیرفته است. با این حال، بکمن پذیرش همه ترجمه‌های پیشنهادی را دشوار می‌داند. در یک قطعه بابلی باستان از نسخهٔ اولیه حماسه گیلگمش، احتمالاً از سیپار، اورشانابی، سورسونابو نامیده شده است، اما در نسخه‌های بعدی این نام دیگر دیده نمی‌شود و منشأ آن نامشخص است. در گذشته فرض بر این بود که عنصر ur- به عنوان sur- خوانده می‌شد و از دو نام این شخصیت به عنوان مدرک استفاده می‌شد، اما این نظریه امروزه دیگر پذیرفته نمی‌شود. با این حال، غیرممکن نیست که شکل قدیمی‌تر، تحریفی از صورتی باشد که در منابع بعدی گواهی شده است.

## نقش در حماسهٔ گیلگمش
اورشانابی در نسخهٔ «بابلی معیار» حماسهٔ گیلگمش و همچنین در یک قطعهٔ بابلی باستان و اقتباس هیتی گواهی شده است، اما او در بخش‌های باقیمانده از همه گونه‌های دیگر، از جمله حماسهٔ بابلی میانه، قطعه‌ای اکدی از هاتوسا، و اقتباس هوری غایب است. او در جایگاه قایقرانی در خدمت اوتنپیشتی توصیف شده است. قایق او به عنوان ماگیلو توصیف می‌شود که بر اساس سایر متن‌های ادبی قابلیت اقیانوس‌پیمایی را داشت و برای سفرهای دریایی مناسب بود. او مسئول حمل‌ونقل کسانی است که مایل به عبور از اقیانوس کیهانی هستند که انتهای جهان را از قلمرو اربابش جدا می‌کند. در بخش پایانی حماسه، او همراه با گیلگمش به اوروک بازمی‌گردد.
در حماسهٔ معیار بابلی، برای اولین بار شیدوری از اورشانابی نام می‌برد، او این کار را هنگامی انجام می‌دهد که به گیلگمش توضیح می‌دهد چگونه به اوتنپیشتی برسد. شیدوری به گیلگمش می‌گوید اورشانابی را می‌توان در جنگلی پیدا کرد که در آنجا در حال جمع‌آوری چوب است. گیلگمش مسلح به تبر و دشنه به آنجا هجوم می‌برد، پس از مواجهه با اورشانابی با او می‌جنگد و «افراد سنگی» همراه او را در هم می‌کوبد. ماهیت «افراد سنگی» (šūt abni) نامشخص است و آنها را به‌صورت‌های مختلف به عنوان انواع وسایل مربوط به راندن قایق، طلسم‌ها یا موجودات انسان‌نما تفسیر کرده‌اند. نسخهٔ هیتی حماسه آنها را به عنوان یک جفت مجسمه و خدمهٔ اورشانابی معرفی می‌کند و به گفتهٔ اندرو آر. جرج ، همین امر را می‌توان برای اصل بین‌النهرینی فرض کرد. آن درافکورن کیلمر تلاش کرد تا این فرض را که آنها بخشی از کشتی هستند را با توصیف آنها به عنوان مجسمه‌های ماوراء طبیعی تطبیق دهد و پیشنهاد کرد که آنها ممکن است نوعی سنگ لنگر شناخته شده از مکان‌های باستان‌شناسی مختلف در سواحل مدیترانه باشند که علاوه بر کاربرد دریایی، می‌توانند به عنوان اشیاء نذری نیز عمل کنند.
پس از یک افتادگی، اورشانابی از گیلگمش دربارهٔ وضعیت بد او می‌پرسد و در پاسخ داستان مرگ انکیدو و درک میرایی خود را که به دنبال آن اتفاق افتاد، می‌شنود. این بخش با بازگویی مشابهی از اعمال گیلگمش در هنگام سوگواری برای انکیدو و در طی دیدارهایش با شیدوری و اوتنپیشتی مقایسه شده است. تکرار بخش‌های خاص در طول مواجههٔ او با شخصیت‌های دیگر، بخشی از فرآیند همگن‌سازی بود که به منظور پیوند دادن عناصری است که از روایت‌های اصلی متمایز سرچشمه گرفته‌اند تا به یک شعر حماسی منفرد تبدیل شوند.
گیلگمش متعاقباً درخواست می‌کند که او را به نزد  اوتنپیشتی ببرند، اما اورشانابی به او اطلاع می‌دهد از آنجایی که «افراد سنگی» را در هم شکست، سفر دشوارتر خواهد بود و برای حل این مشکل، گیلگمش باید ۳۰۰ دیرک را قطع کند تا قایق را به پیش برانند؛ گیلگمش بی‌درنگ این کار را انجام می‌دهد. سپس او و اورشانابی به راه افتادند. از آنجایی که قایق خدمهٔ اضافی ندارد، آنها باید خودشان آن را هدایت کنند. هر یک از دیرک‌های رانشی فقط یک بار قابل استفاده است، زیرا این تنها راه تضمین عدم تماس مستقیم گیلگمش با آبِ بالقوه خطرناک است. سرانجام آنان تمام می‌شوند، اما گیلگمش از لباس اورشانابی بادبان می‌سازد و پس از سه روز به مقصد می‌رسند. ممکن است که این بخش از حماسه هدفی سبب‌شناختی داشته باشد و به عنوان توضیح منشأ بادبان‌ها عمل کند. صحنهٔ پهلو گرفتن قایق به طور کامل حفظ نشده، اما قطعهٔ باقی‌مانده نشان می‌دهد که اوتنپیشتی از قبل در ساحل منتظر بوده است و او از اینکه اورشانابی را خدمه‌ای همراهی می‌کند که او نمی‌شناسد، تعجب خود را نشان می‌دهد.
از آنجایی که برخورد اولیهٔ اورشانابی و گیلگمش در لوح X از نسخهٔ متأخرِ معیارِ حماسه توصیف شده، قطعهٔ بابلی باستان که همان صحنه را حفظ کرده است، گاهی اوقات به عنوان لوح X نسخهٔ مربوطه نامیده می‌شود، اما به گفتهٔ جرج از این برچسب باید اجتناب شود، زیرا معلوم نیست نسخهٔ قدیمیتر حماسه چند لوح داشته است. نسخهٔ دومی فاقد همتای قسمتی است که در آن گیلگمش اعمال خود را برای قایق‌ران بازگو می‌کند. کولوفون نسخهٔ هیتی نشان می‌دهد که دیدار با اورشانابی در لوح سوم این نسخه قرار گرفته است.
اورشانابی دوباره در لوح XI ظاهر می‌شود، پس از اینکه گیلگمش نتوانست درخواست اوتنپیشتی را برای بیدار ماندنِ یک هفته‌ای برآورده کند. اوتنپیشتی او را لعنت می‌کند، احتمالاً به این دلیل که گیلگمش را به خانه‌اش آورده است و او را از وظایفش برکنار می‌کند، احتمالاً برای اینکه دیگر هرگز هیچ انسان فانی‌ای نتواند به ساحل قلمرویش پا بگذارد. سپس اورشانابی در ساحل منتظر می‌ماند در حالی که گیلگمش تلاش می‌کند تا گیاهِ زندگی را در اعماق به دست آورد. وقتی قهرمان برمی‌گردد، به او اطلاع می‌دهد که آن را با موفقیت به دست آورده است، و پس از بازگشت به اوروک، متوجه خواهد شد که آیا این گیاه دارای نیروی جوان‌کننده‌ای که به آن نسبت داده شده، هست یا خیر. آنها با هم به راه می‌افتند، اما پس از رسیدن به ساحل، گیاه توسط یک مار بلعیده می‌شود، این رویداد باعث می‌‌شود که گیلگمش ناامید شود و به اورشانابی بگوید که تمام ماجراجویی‌هایش بیهوده بوده است. سپس حماسه با بازگشت گیلگمش و اورشانابی به اوروک به پایان می‌رسد، گیلگمش پیشنهاد می‌کند که اورشانابی باید از دیوارهای شهر بالا برود:
این بخش، تکرارِ بخشی از اولین لوح حماسه است که به طور مشابه اوروک، دیوارهای آن و مکان‌های مهمِ درون آن را توصیف می‌کند. معمولاً فرض بر این است که هدف این بخش آن است که نشان دهد گیلگمش پذیرفته است دیواری که در اطراف شهر ساخته میراث او باقی بماند، اما به گفتهٔ جورج ممکن است به طور گسترده‌تری خواننده را به تأمل در ماهیت جامعهٔ آن زمان و دستاوردهای آن دعوت کند که نمونه‌ای از آن شهر اوروک است. طبق تعبیر او، اورشانابی در اینجا عملاً به عنوان در جایگاه شنوندگان عمل می‌کند.

## ارتباط مطرح‌شده با خارج از حماسه
پیرو روایت بروسوس از طوفان، که در آن قهرمان و خانواده‌اش را کشتیرانی در کشتی همراهی می‌کرد، اندرو آر جورج پیشنهاد می‌کند که اورشانابی ممکن است شخصیتی از نسخهٔ قدیمی‌ترِ همان سنت باشد، و به همین ترتیب اعتقاد بر این بوده است که یکی از قهرمانان افسانه طوفان باشد.
از آنجایی که بخشی از اقیانوسی که قلمروی اوتنپیشتی را از جهان جدا می‌کند به عنوان «آب‌های مرگ» توصیف می‌شود، جرج همچنین پیشنهاد می‌کند که ممکن است اورشانابی علاوه بر این به عنوان قایقران مردگان در نظر گرفته می‌شد، که با خارون یونانی قابل مقایسه است. دانیل شومر نیز از این فرضیه حمایت کرده است. با این حال، هر دو نویسنده اذعان دارند که این نقش در جاهای دیگر به طور مستقیم برای موجودی در جهان زیرین با نام حموت-تابل («به سرعت راندن») گواهی شده است. علاوه بر این، در تعدادی از طلسم‌ها، گیلگمش را قایقران مردگان خطاب می‌کنند که مسئول انتقال آن‌ها از طریق رودخانهٔ هوبور است.

## یادداشت
1. ↑  جرج در ص۱۴۹، ۱۵۰ و ۱۵۱ تماما به شخصیت اور-شانابی و سورسونابو پرداخته است.

## واژگان
1. ↑  Theonym
2. ↑  Gary Beckman
3. ↑  Sebastian Fink
4. ↑  magillu
5. ↑  šūt abni
6. ↑  Anne Draffkorn Kilmer
7. ↑  Daniel Schwemer
8. ↑  Hubur